# Patrick Melton
Patrick Melton (né le 18 juin 1975) est un scénariste américain.
Melton est né à Champaign dans l'Illinois. Il est coscénariste des films Feast, Feast 2, Saw 4, et Saw 5, The Collector, Feast 3, Saw 6 ou encore Saw 3D : Chapitre final avec son collègue Marcus Dunstan. 
Melton a fréquenté la Evanston Township High School. Il a obtenu un bac en communication de l'Université de l'Iowa. Il a fréquenté aussi la Loyola Marymount University à Los Angeles, où il obtint une maîtrise en beaux-arts (spécialité écriture de scénario).